# جورج د. فاغنر
جورج د. فاغنر (بالإنجليزية: George D. Wagner)‏ هو ضابط وسياسي أمريكي، ولد في 22 سبتمبر 1829 بمقاطعة روس في الولايات المتحدة، وتوفي في 13 فبراير 1869 في نفس البلد. حزبياً، نشط في الحزب الجمهوري. وقد انتخب عضو مجلس ولاية إنديانا.